# Borsa de Nova Zelanda
La Borsa de Nova Zelanda (en anglès: New Zealand Exchange) o NZX Limited és una borsa de valors situada a Wellington, Nova Zelanda. Des de juliol del 2005 s'ha situat en el NZX Centre, el renovat "Odlins Building" en el front costaner de Wellington.
El 30 d'agost de 2020, l'NZX tenia un total de 184 valors cotitzats amb un valor de mercat combinat de 184,87 mil milions de NZ$. El tauler de negociació principal sol estar obert de 10 a 16:45.

## Història
NZX va començar com una sèrie de borses de valors regionals durant la febre de l'or de la dècada de 1870. El 1974, aquests mercats regionals es van fusionar per formar una Borsa Nacional de Valors, la Borsa de Nova Zelandia (NZSE).
El 24 de juny de 1991, la NZSE va implementar un sistema comercial informatitzat, i va suprimir el mercat a veu. Aquest sistema informàtic va ser substituït pel sistema Faster de comerç més ràpid al setembre de 1999.
El 16 d'octubre de 2002, les empreses membres de la Borsa de Nova Zelanda van votar a favor de la desmutualizatció, i el 31 de desembre de 2002, NZSE es va convertir en una societat de responsabilitat limitada. El 30 de maig de 2003, New Zealand Estoc Exchange Limited oficialment va canviar el seu nom a Nova Zelanda Exchange Limited, coneguda comercialment com a NZX, i el 3 de juny de 2003 va llistar els seus propis valors al seu mercat de valors principal.